# فرودگاه اولان‌غوم
فرودگاه اولان‌غوم (به زبان مغولی: Улаангом нисэх буудал، [Ulaangom nisex buudal]؛ ᠤᠯᠠᠭᠠᠨ ᠭᠣᠮ ᠨᠢᠰᠬᠦ ᠪᠠᠭᠤᠳᠠᠯ، [ulaɣan ɣom niskü baɣudal])  یک فرودگاه همگانی  با کد یاتا ULO است که یک باند فرود چمن دارد و طول باند آن ۱۹۰۰ متر است. این فرودگاه در  مرکز استان اوفس، شهر اولان‌غوم، در شمال‌غرب کشور مغولستان قرار دارد .